# Petites Sœurs de Jésus
Les Petites sœurs de Jésus est une congrégation religieuse féminine contemplative de droit pontifical s'inspirant de la spiritualité de Charles de Foucauld.

## Histoire
Fascinés par l'idéal du frère Charles de Foucauld, Magdeleine Hutin et Anne Cadoret quittent la France en 1936 pour l'Algérie. Elles demandent à Gustave Nouet, préfet apostolique de Ghardaïa, l'autorisation de se retirer au Sahara. Le prélat leur fait faire le noviciat chez les sœurs missionnaires de Notre-Dame d'Afrique. Le 8 septembre 1939, Hutin fait sa profession religieuse à Birmandreis et prend le nom de Magdeleine de Jésus ; le 15 septembre suivant, elle s'installe à Touggourt, donnant vie à la Fraternité.
Le 13 juin 1947, Charles de Provenchères, archevêque d'Aix-en-Provence, approuve la congrégation et permet aux sœurs de fonder leur premier noviciat au Tubet, sur le territoire de son diocèse. La fraternité est d'abord placée sous le contrôle de la congrégation pour les Églises orientales, elle passe sous le contrôle de la congrégation pour les religieux en 1960. Le 25 mars 1964, l'institut obtient le décret de louange.

## Activités et diffusion
Les Petites sœurs sont organisées en petites communautés d'environ trois ou quatre sœurs vivant surtout dans les régions les plus pauvres du monde, dans des maisons aussi proches que possible des populations.
Elles sont présentes en Europe, Amérique, Afrique, Asie et Océanie.
La maison-mère est à Rome.
En 2017, la congrégation comptait 1126 sœurs dans 234 maisons.